# عقد 1530
عقد 1530 هو عقد امتد بين 1 يناير 1530 و31 ديسمبر 1539 بحسب التقويم الميلادي. سبقه عقد 1520 ولحقه عقد 1540.

## أحداث
- مهاجرو الرحمة (1536)
- حصار ديو (1531)
- معركة أنتيكيا (1531)
- معركة تونس (1534)
- العصبة المقدسة (1538)
- معركة دياكوفو (1537)
- معركة بروزة (1538)
- فتح بغداد (1534)
- معركة الأنبا سيل (1531)

## مواليد
- أوئي-سوغي كن-شين (1530)
- هنري إستين (1531)
- إيفان الرابع (1530)
- لويس، أمير كوندي (1530)
- جيمس ستيوارت، إيرل موراي الأول (1531)
- وحشي البافقي (1532)
- محمد خدا بنده (1531)
- جيامباتيستا بينيديتي (1530)
- أتين دي لابويسيه (1530)
- وليام ألين (1532)
- أنطونيو من كراتو (1531)

## وفيات
- خوانا لا بلترانيخا (1530)
- توماس وولسي (1530)
- ماسيميليانو سفورزا (1530)
- مارغريت دوقة سافوي (1530)
- هانز بورغكمير (1531)
- ياكوبو سانازارو (1530)
- كانو ماسانوبو (1530)
- أندريا ديل سارتو (1530)
- أنطونيو بيغافيتا (1531)

## كتب
- Yves Denis Papin (1998). Chronologie de l'histoire ancienne. Lieu de publication non identifié: Éditions Jean-paul Gisserot. ISBN:2-87747-346-5. OCLC:40746926. مؤرشف من الأصل في 2022-03-16.
- موسوعة حضارة العالم (2002) لأحمد محمد عوف.

## روابط خارجية
- تصفح سنة بسنة عقد 1530 على موقع onthisday.com
- تصفح سنة بسنة عقد 1530 ابتداءً من سنة عقد 1530 على موقع المكتبة الوطنية الفرنسية